# Amictus oblongus
Amictus oblongus är en tvåvingeart som först beskrevs av Fabricius 1805.  Amictus oblongus ingår i släktet Amictus och familjen svävflugor. Inga underarter finns listade i Catalogue of Life.